# Open Our Eyes
Albums de Earth, Wind & Fire
Head to the Sky
(1973) Another Time
(1974)
Singles
1. Mighty Mighty
Sortie : 1er février 1974
2. Kalimba Story
Sortie : 14 juin 1974
3. Devotion
Sortie : 7 septembre 1974

Open Our Eyes est le cinquième album studio du groupe américain Earth, Wind and Fire, sorti le 25 mars 1974 chez Columbia Records. 
L'album est produit par Maurice White et Joe Wissert. Il s'est classé à la première place du classement Billboard Top Soul Albums et à la 15e place du classement Billboard 200. Open Our Eyes est certifié disque de platine aux États-Unis par la Recording Industry Association of America.

## Liste des titres
| 1. | Mighty Mighty      | Maurice White, Verdine White | 3:01 |
| 2. | Devotion           | M. White, Philip Bailey      | 4:50 |
| 3. | Fair But So Uncool | Rick Giles, Charles Stepney  | 3:39 |
| 4. | Feelin' Blue       | Kenny Altman                 | 4:28 |
| 5. | Kalimba Story      | M. White, V. White           | 4:03 |

| 6.  | Drum Song           | M. White                        | 5:10 |
| 7.  | Tee Nine Chee Bit   | M. White, C. Stepney, P. Bailey | 3:45 |
| 8.  | Spasmodic Movements | Eddie Harris                    | 1:50 |
| 9.  | Rabbit Seed         | M. White                        | 0:31 |
| 10. | Caribou             | C. Stepney, R. Giles            | 3:25 |
| 11. | Open Our Eyes       | Leon Lumpkins                   | 5:06 |

## Crédits
- Philip Bailey – voix, congas, percussion
- Larry Dunn – Moog, piano, organ
- Johnny Graham – guitare, percussion
- Ralph Johnson – batterie, percussion
- Al McKay – voix, guitare, percussion
- Maurice White – voix, batterie, kalimba
- Verdine White – voix, basse, percussion
- Andrew Woolfolk – saxophone soprano, flûte

Production
- Earth, Wind & Fire – arrangements
- Maurice White – producteur
- Bruce Botnick – ingénieur du son
- Charles Stepney – producteur associé, arrangements
- Joe Wissert – producteur

Crédits adaptés du livret de l'album.

## Classements et certifications
| Classement (1974)          | Meilleure position |
| -------------------------- | ------------------ |
| États-Unis (Billboard 200) | 15                 |
| États-Unis (Top Soul LPs)  | 1                  |

| Classement (1974)          | Position |
| -------------------------- | -------- |
| États-Unis (Billboard 200) | 38       |
| États-Unis (Top Soul LPs)  | 10       |

### Certifications
| Région                                | Certification | Ventes/Streams |
| ------------------------------------- | ------------- | -------------- |
| États-Unis (RIAA)                     | Platine       | 1 000 000^     |
| ^Mise en rayon selon la certification |               |                |